# Manetta (aeronautica)

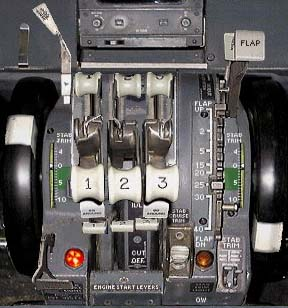
Le manette di un Boeing 727. Le leve numerate più grandi controllano la spinta in avanti dei motori, mentre quelle più piccole (nella parte alta della foto) azionano gli inversori di spinta.

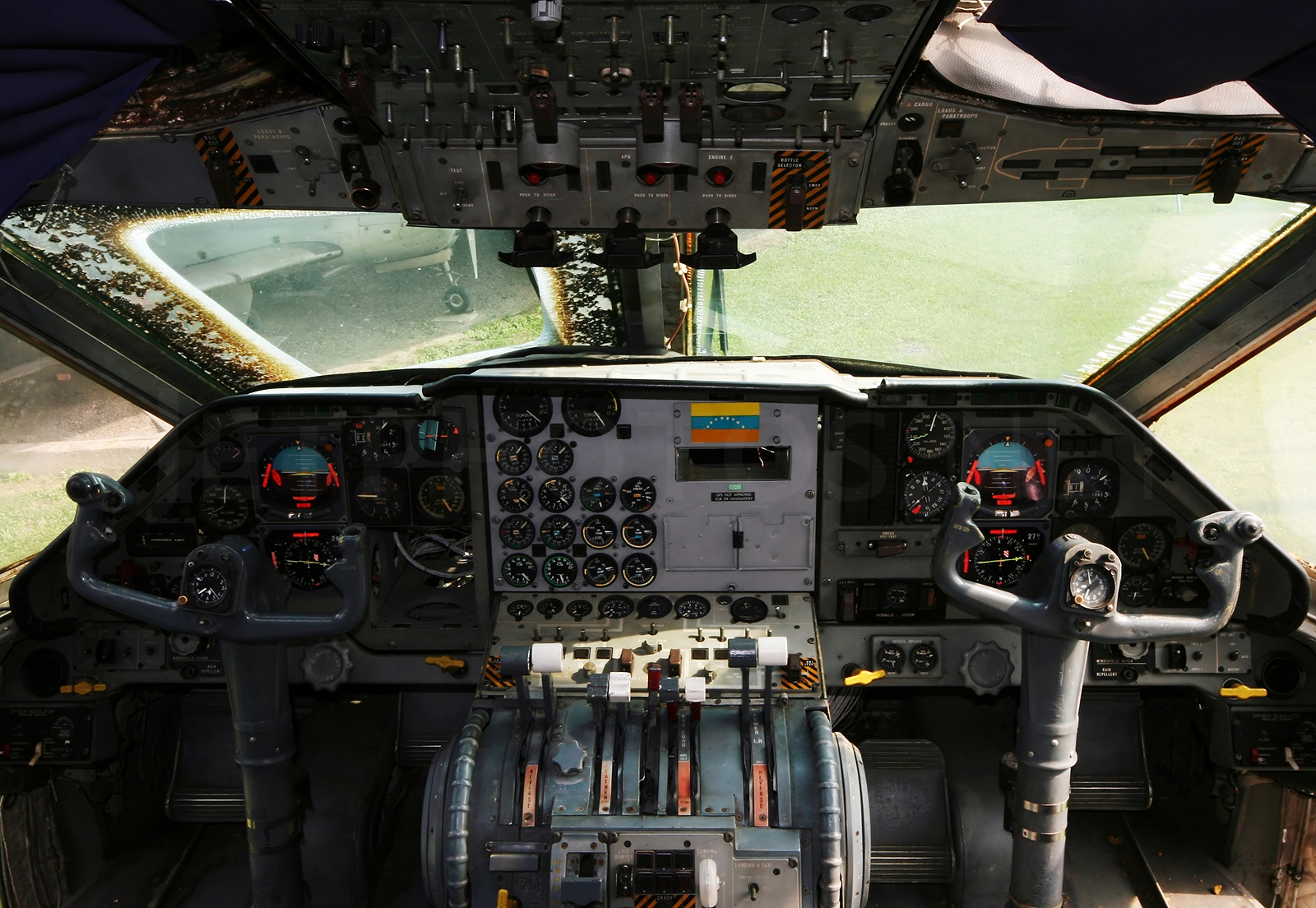
L'interno di un G-222 dove si può notare che malgrado il velivolo sia bimotore sono presenti quattro manette all'estrema destra ed estrema sinistra della console centrale che sono quelle della spinta dei motori.

A bordo di un aeroplano la manetta (in inglese thrust lever) è l'organo di comando della potenza dei motori e di solito è ubicata nel mezzo della console centrale, in modo da poter essere utilizzata da entrambi i piloti. Più raramente possono essere presenti anche quattro manette nel caso di un aereo bimotore, come nell'Alenia G.222, dove le manette sono sdoppiate.

## Tipologie

### Motori a getto e motori alternativi dotati di elica a passo fisso
Nel caso di aeromobili plurimotori a getto, ogni manetta ha inciso il numero del motore che controlla; qualora i motori del velivolo siano dotati di inversori di spinta, l'apposita leva di comando si trova adiacente alla manetta del motore corrispondente. Per gli aerei che non sono dotati dell'apposita leva per il comando di reverse è sufficiente tirare le manette indietro e, se necessario, superare un blocco meccanico alzandole.
Negli aerei commerciali il pilota automatico ha un sottosistema di controllo della potenza, l'automanetta, che agisce sulle leve di controllo della manetta, permettendo ai piloti di osservare la condizione della potenza fornita, oppure direttamente sui motori, senza alcun effetto fisico nel cockpit.
Le manette dei motori a getto controllano direttamente il flusso di carburante iniettato nelle camere di combustione, dove viene miscelato all'aria ad alta pressione proveniente dai compressori. 
Nei motori alternativi, invece, la manetta comanda la valvola a farfalla posta a valle del carburatore, facendo fluire più o meno miscela aria/carburante ai cilindri. 
Sia nei motori a getto che nei motori alternativi dotati di elica a passo fisso la manetta è l'unico strumento a disposizione del pilota per il controllo delle prestazioni del motore.

### Motori dotati di elica a passo variabile
Con il termine manetta ci si può riferire anche ad altri tipi di manetta presenti sul velivolo e che svolgono funzioni diverse, come la manetta dell'elica. Questi tipi di manetta sono presenti normalmente negli aerei equipaggiati con elica a passo variabile (o "a giri costanti"). Nei motori con elica a passo variabile esistono due manette per ogni motore poiché il pilota deve poter modificare il passo dell'elica e la potenza del motore in modo distinto: questi motori vengono utilizzati a predeterminati regimi di potenza standard, e la velocità viene variata impostando un diverso numero di rivoluzioni per minuto dell'elica. Quest'ultima, in virtù della possibilità di cambiare calettamento e passo geometrico, manterrà costantemente il valore di giri selezionato anche al variare della velocità e della potenza erogata dal motore (entro i limiti di massimo e minimo calettamento). Il sistema è molto diffuso nei motori turboelica, in cui è preferibile mantenere costante il regime del motore a turbina e utilizzare la manetta dell'elica per variare le prestazioni, eliminando così i ritardi di risposta del motore a turbina collegato, altrimenti inevitabili. La presenza dell'elica a passo variabile e della relativa manetta è poi di particolare importanza nei bombardieri in picchiata, come ad esempio il Junkers Ju.87 Stuka, che se fossero dotati di elica a passo fisso manderebbero fuori giri il motore durante la picchiata, con esiti disastrosi sulla salute dello stesso.